# Jezioro Dormowskie
Jezioro Dormowskie – jezioro w woj. wielkopolskim, w powiecie międzychodzkim, w gminie Międzychód, leżące na terenie Pojezierza Poznańskiego.

## Dane morfometryczne
Powierzchnia zwierciadła wody według różnych źródeł wynosi od 25,0 ha do 27,0 ha.
Zwierciadło wody położone jest na wysokości 71,3 m n.p.m.
Średnia głębokość jeziora wynosi 6,0 m, natomiast głębokość maksymalna 12,7 m.

## Hydronimia
Według spisu opracowanego przez Komisję Nazw Miejscowości i Obiektów Fizjograficznych (KNMiOF) nazwa tego jeziora to Jezioro Dormowskie. W różnych publikacjach i na mapach topograficznych jezioro to występuje pod nazwą Duże Dormowskie. Dane z państwowego rejestru nazw geograficznych podają oboczne nazwy tego jeziora: Jezioro Duże Dormowskie.